# Pithiviers-le-Vieil
Pithiviers-le-Vieil is een gemeente in het Franse departement Loiret (regio Centre-Val de Loire). De plaats maakt deel uit van het arrondissement Pithiviers. Pithiviers-le-Vieil telde op 1 januari 2022 1.729 inwoners.

## Geografie
De oppervlakte van Pithiviers-le-Vieil bedroeg op 1 januari 2022 33,68 vierkante kilometer; de bevolkingsdichtheid was toen 51,3 inwoners per km².

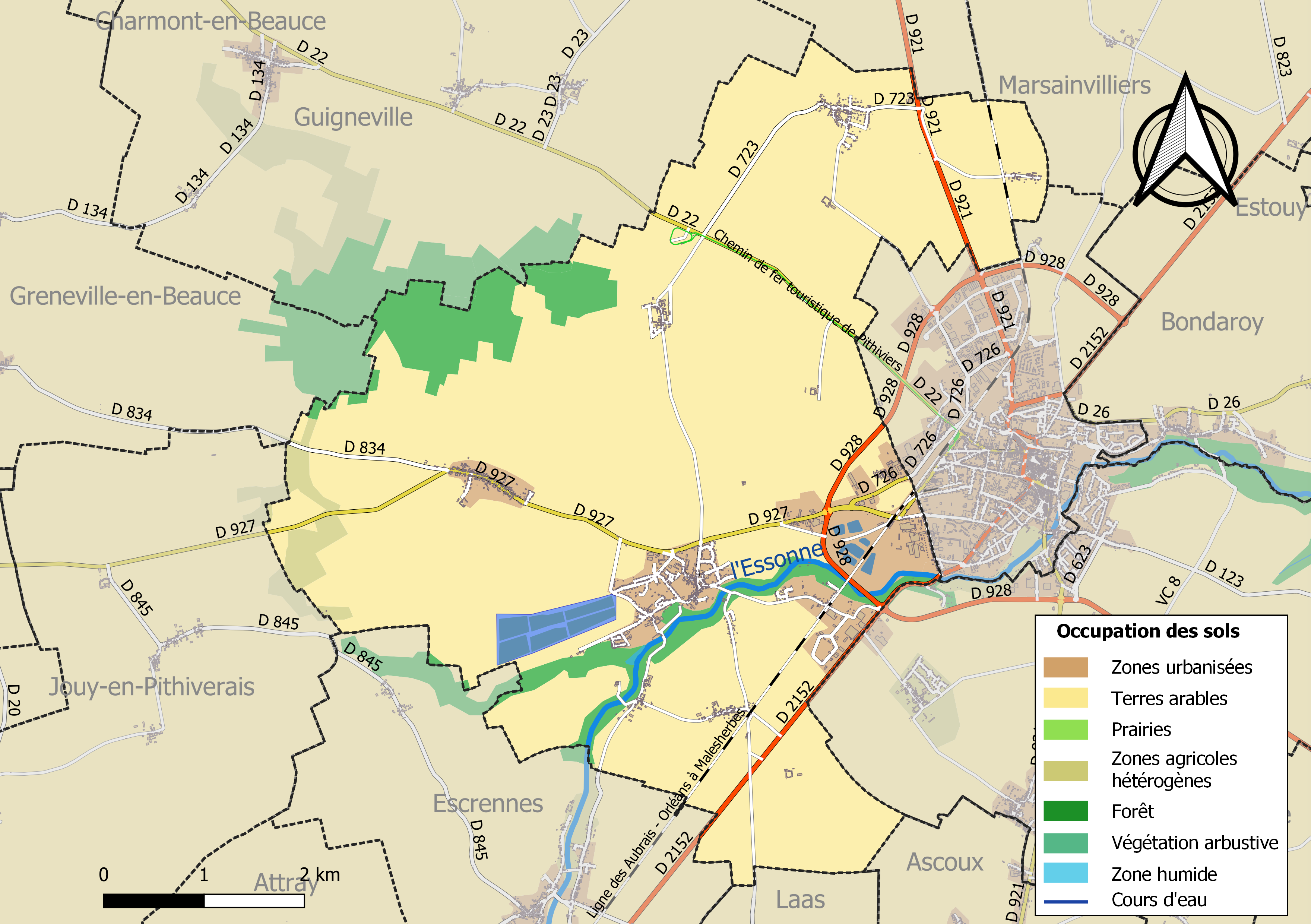
Kaart van de gemeente met de belangrijkste infrastructuur, bodemgebruik en omliggende gemeenten

## Demografie
Onderstaande figuur toont het verloop van het inwonertal (bron: INSEE-tellingen).